# Mallobathra oriana
Mallobathra oriana är en fjärilsart som beskrevs av Edward Meyrick 1917. Mallobathra oriana ingår i släktet Mallobathra och familjen säckspinnare. Inga underarter finns listade i Catalogue of Life.